# Luciano Abramo
Luciano Abramo (Catania, 1933 – Modena, 2 ottobre 1980) è stato un pallavolista, allenatore di pallavolo e dirigente sportivo italiano.

## Biografia
Insegnante di educazione fisica alle scuole superiori, Abramo è considerato un pioniere della pallavolo a Catania. Iniziò la sua carriera di atleta come pesista al Centro Sportivo Libertas di Catania alla fine degli anni quaranta, per poi praticare la pallavolo nei tornei studenteschi con diverse società sportive locali. 
Membro del comitato territoriale FIPAV di Catania dal 1959, è stato giocatore e allenatore della Polisportiva Libertas Ventimiglia di Catania, nel campionato maschile di Serie B del 1959 e del 1960, ed abbandonò lo sport attivo l'anno successivo dedicandosi unicamente all'attività di allenatore della sezione pallavolistica del CUS Catania, che svolse fino al 1963.
A partire dalla stagione 1970-71, Abramo tornò alla guida della squadra di pallavolo maschile del CUS Catania, in Serie B, che vinse il torneo e approdò per la prima volta nella massima competizione. Divenuta in seguito Brumi, e poi Paoletti, la formazione volleistica catanese, di cui Abramo divenne direttore sportivo, militò ininterrottamente nel campionato di Serie A1 maschile di pallavolo per otto stagioni dal 1971-72 al 1979-80. La Paoletti Catania, allenata da Carmelo Pittera, vinse lo scudetto nella stagione 1977-78. Oltre che il ruolo di direttore sportivo della Pallavolo Catania, dal 1974 ricoprì anche l'incarico di vicepresidente della Lega Nazionale Pallavolo.
Ammalatosi di leucemia, morì a Modena il 2 ottobre 1980 all'età di 47 anni.
Nel 2018, in occasione del quarantennale dello scudetto vinto dalla Paoletti Catania al PalaSpedini (palazzetto dello sport della città siciliana adiacente allo Stadio di calcio), si è svolta la cerimonia con cui la struttura è stata intitolata alla memoria del tecnico, che da allora ha assunto la denominazione di Palazzetto dello Sport "Luciano Abramo".